# Mischehe (Nationalsozialismus)
Mischehen waren in der Zeit des Nationalsozialismus Ehen zwischen „Juden“ und „Staatsangehörigen deutschen oder artverwandten Blutes“. Seit Erlass der Nürnberger Gesetze vom 15. September 1935 waren sie verboten und als sogenannte Rassenschande strafbar. 
Die nach der Ersten Verordnung zum Reichsbürgergesetz vom 14. November 1935 als „jüdisch“ eingestuften Ehepartner blieben jedoch zumindest bis kurz vor Kriegsende von Deportationen verschont und entgingen dem Holocaust.

## Christlich-jüdische Mischehen
Seit der allgemeinen Einführung der gesetzlichen Zivilehe im Jahre 1875 waren interkonfessionelle und interreligiöse Eheschließungen in Deutschland keine Ausnahme mehr. In den Mischehen zwischen Christen und Juden war in 75 % der Fälle der männliche Teil zum Christentum konvertiert, obwohl er sich einer liberalen jüdischen Kultusgemeinde hätte anschließen können. Eine jüdische Frau hingegen büßte die Verbindung zu ihrer Religionsgemeinschaft dauerhaft ein, wenn sie eine Ehe mit einem nichtjüdischen Mann einging.
In Österreich war die Eheschließung zwischen Christen und Juden nach dem Allgemeinen bürgerlichen Gesetzbuch (ABGB) von 1811 nicht möglich. Sie wurde auch von jüdischen Rechtsgelehrten grundsätzlich abgelehnt. Für Mischehen zwischen Katholiken und Akatholiken (evangelische und orthodoxe Christen) galten besondere Bestimmungen.

## Mischehen im „Dritten Reich“
Die Bezeichnung „Mischehe“ sollte während der Zeit des Nationalsozialismus allein im völkischen Sinne benutzt werden; für den behördlichen Verkehr wurde die Verwendung der Bezeichnung für eine konfessionsverschiedene Ehe 1935 mit einem Runderlass des Reichsinnenministeriums untersagt.
Im Deutschen Reich wird die Zahl der Mischehen für das Jahr 1933 auf 35.000 geschätzt. 1939 gab es laut der Volkszählung 1939 noch 20.454 Mischehen.

### Eherecht
Im Sinne der NS-Rassenlehre waren und blieben die bestehenden „Mischehen“ stets ein Ärgernis. Die NSDAP forderte bereits in den 1920er Jahren, die „Vermischung“ von Juden und „Ariern“ zu verbieten. Als 1935 die Nürnberger Gesetze formuliert wurden, forderten einflussreiche Parteianhänger vergeblich die Zwangsscheidung von Mischehen. 
Das „Ehegesetz“ vom 6. Juli 1938 enthielt in § 4 ein Eheverbot bei „Blutsverschiedenheit“ (Eheschließungen zwischen „Staatsangehörigen deutschen oder artverwandten Blutes und Personen artfremden Blutes“) und verwies hinsichtlich der Wirkungen dieses Verbots auf das Gesetz zum Schutz des deutschen Blutes und der deutschen Ehre. Dem Reichsgericht erschien „wegen der besonderen Eigentümlichkeiten der verschiedenen Rassen die Zugehörigkeit insbesondere zur jüdischen Rasse nach der natürlichen Lebensauffassung als wesentlicher Bestandteil der Persönlichkeit“. Damit ermöglichte es die Aufhebung einer Mischehe nach § 37 des Ehegesetzes wegen eines „Irrtums über Umstände, die die Person des anderen Ehegatten betreffen“.
Anfang 1942 wurde bei der Wannsee-Konferenz die Deportation der jüdischen Ehepartner als Ziel genannt. Kurz darauf wurde in einer Folgekonferenz auf Referentenebene von Wilhelm Stuckart der Vorschlag eingebracht, die Mischehen zwangsweise zu scheiden. Derartige Planungen wurde bereits ab August 1942 als Gerücht bekannt. Bischof Theophil Wurm protestierte am 16. Juli 1943 in einem Schreiben an Hitler gegen die geplanten Zwangsscheidungen und die Verfolgung und Vernichtung von Juden. Im Oktober 1943 lag der abgestimmte Entwurf einer Verordnung zur Zwangsscheidung vor; es kam aber nicht zu einem Besprechungstermin mit Hitler. Auch ein weiterer Vorstoß der Partei-Kanzlei im Januar 1944 führte nicht zu einer Entscheidung.
Falls eine Mischehe durch Scheidung oder Ableben des nichtjüdischen Partners aufgelöst wurde, war der jüdische Partner nur geschützt, sofern es unversorgte Kinder gab. Andernfalls wurde ab 1944 der jüdische Hinterbliebene umgehend nach Theresienstadt deportiert. Eine regional begrenzte Analyse von Scheidungsurteilen deutet darauf hin, dass aufgrund der zahlreichen Repressionsmaßnahmen die Scheidungsrate von Mischehen 20 Prozent über dem Durchschnittswert lag.

### „Privilegierte“ und „nichtprivilegierte Mischehe“
Bei diesen „Mischehen“ unterschieden die Nationalsozialisten Gruppen, die im nichtamtlichen Sprachgebrauch „privilegierte“ und „nichtprivilegierte Mischehen“ genannt wurden. Dies wurde nie gesetzlich geregelt; Hermann Göring teilte am 28. Dezember 1938 dem Reichsinnenministerium und dem Stab des Stellvertreters des Führers eine klare „Willensmeinung des Führers“ darüber mit und bat um Bekanntgabe „bis zu den untersten Staatsstellen“. Diese Privilegierung von weitgehend assimilierten deutschen Juden wird als „taktisches Zugeständnis“ eingeschätzt, um Solidaritätsbekundungen der nichtjüdischen Anverwandten zu unterbinden.
Die von Göring als „geheim“ gekennzeichneten Richtlinien handeln im ersten Teil vom Mieterschutz für Juden sowie der möglichen Einrichtung von Judenhäusern und sehen einen „Judenbann“ für Badeanstalten sowie ein Benutzungsverbot von Schlaf- und Speisewagen vor. Ehepartner in Mischehen sind bei den geplanten einschneidenden Eingriffen grundsätzlich einbezogen, doch werden im zweiten Teil mehrere Ausnahmeregelungen aufgeführt:
- Bei „Mischehen mit Kindern (Mischlinge I. Grades)“, bei denen der männliche Eheteil „deutschblütig“ ist, muss die Familie nicht in ein „Judenhaus“ umziehen. Das Vermögen der jüdischen Mutter darf auf den Ehemann oder die Kinder übertragen werden.
- Ist der Vater Jude und die Mutter „deutschblütig“, so bleibt ihnen „vorläufig“ eine Unterbringung „in jüdischen Vierteln“ erspart, da „die Kinder später im Arbeitsdienst und in der Wehrmacht dienen müssen und nicht der jüdischen Agitation ausgesetzt werden sollen“. Das Vermögen kann auf die Kinder übertragen werden.
- Kinderlose Mischehen, bei denen der Ehemann „deutschblütig“ ist, werden denen gleichgestellt, die Kinder haben: Sie müssen nicht umziehen, und das Vermögen der jüdischen Frau kann auf den Ehemann übertragen werden.
- Gilt in einer kinderlosen Mischehe der Ehemann als Jude, so wird keine Bevorzugung gegenüber anderen Juden eingeräumt. Eine Vermögensübertragung bleibt untersagt, und beide Ehegatten können in Judenhäusern oder jüdischen Vierteln untergebracht werden.

Diese Umschreibung mit dem unscharfen Begriff „Mischling I. Grades“ wurde im kurz darauf erlassenen Gesetz über Mietverhältnisse mit Juden vom 30. April 1939 in Paragraf 7 präziser gefasst. Dort heißt es: „Abkömmlinge, die als Juden gelten, bleiben außer Betracht“. Damit war klargestellt, dass eine Privilegierung von „Mischehen mit Kindern“ nur dann galt, wenn die ehelichen Kinder als „jüdische Mischlinge“ einzustufen waren. Gehörten die Kinder dem jüdischen Kultusverband an und wurden im mosaischen Glauben erzogen, dann waren sie als „Geltungsjuden“ rechtlich wie „Volljuden“ zu behandeln – mit der Folge, dass die Familie nicht „privilegiert“ wurde.
In privilegierten Mischehen wurde der jüdische Ehepartner von der im September 1941 erlassenen Verordnung ausgenommen, nach der alle als „Juden“ definierten Personen ab dem sechsten Lebensjahr zum Tragen des „Judensterns“ verpflichtet wurden. Zum Tragen des „Judensterns“ gezwungen blieb als „nicht Privilegierter“ der männliche jüdische Ehepartner einer kinderlosen „Mischehe“.
Andere Diskriminierungen blieben dem jüdischen Teil einer „Mischehe“ sowie ihren Kindern und dem „deutschblütigen“ Partner nicht erspart. Alle antijüdischen Maßnahmen, die bis 1938 ergriffen wurden, trafen auch die jüdischen Partner einer Mischehe: Ihre Geschäfte wurden „arisiert“, sie mussten per Namensänderungsverordnung den Zusatznamen Sara oder Israel führen und wurden nach den Novemberpogromen zur „Sühneabgabe“ herangezogen. Viele Berufe blieben ihnen verschlossen, ihr „jüdisch versippter Ehegatte“ wurde in der Regel nach dem Deutschen Beamtengesetz aus dem Staatsdienst entlassen, und der Besuch von Gymnasien und Hochschulen war ihren Kindern lediglich eingeschränkt und nur bis Juni 1942 möglich. Zunächst „nichtprivilegierte Ehepaare“ und wenig später auch Ehepaare, bei denen der männliche Teil als Jude galt, wurden 1942/1943 grundsätzlich zur Aufgabe ihrer Wohnung gezwungen und beengt in „Judenhäusern“ untergebracht. Die jüdischen Ehepartner wurden ab 1940 meist zur Zwangsarbeit verpflichtet und ab 1943 in der Regel kaserniert. Im Oktober 1943 erging die Anordnung, auch die „deutschblütigen“ Ehemänner als „jüdisch Versippte“ in Arbeitslager der Organisation Todt einzuweisen; diese Maßnahme wurde nach zögerlichem Beginn im Oktober 1944 mit dem „Sonderkommando J“ umfassend umgesetzt.
Die Handhabung der Regelungen war in den Reichsgauen uneinheitlich. So erhielten Hamburger Juden in „privilegierter Mischehe“ die normale Lebensmittelzuteilung, die andernorts für alle Juden gekürzt wurde. Andererseits wurde in Hamburg schon vor dem Jahre 1944 die Deportation angeordnet, wenn der nichtjüdische Eheteil verstarb.
Finanzielle Unterstützung durch die Nationalsozialistische Volkswohlfahrt erhielten nur „Erbgesunde“ und „rassisch Hochwertige“; das Winterhilfswerk verwies Juden in verstärktem Maße auf die „Jüdische Winterhilfe“. Hilfsbedürftige jüdische Mischlinge und Familien aus Mischehen zwischen „Deutschblütigen“ und Juden wurden 1938 noch vom Winterhilfswerk unterstützt, wenn der (männliche) Haushaltungsvorstand „deutschblütig“ war.
Im NSDAP-Gau Hessen-Nassau begann die Gestapo im Herbst 1942, jüdische Mischehepartner wegen geringfügiger Vergehen – Kinobesuch, Bezug von nicht vorgesehenen Kohlenlieferungen oder angeblicher „Frechheit“ – in „Schutzhaft“ zu nehmen und beim Reichssicherheitshauptamt (RSHA) die Einweisung in das Konzentrationslager Auschwitz zu erwirken. Derartige örtlich begrenzte Initiativen, die auch für Hamburg nachweisbar sind, wurden im Mai 1943 durch eine Anweisung des RSHA eingeschränkt.
Kurz vor Kriegsende ließ man alle Rücksicht fallen und griff auch in bestehende Mischehen ein. Arbeitsfähige Juden aus Mischehen sowie Geltungsjuden sollten zum geschlossenen Arbeitseinsatz nach Theresienstadt überstellt werden. Mitte Februar bis März 1945 wurden noch 2.600 jüdische Ehepartner dorthin verschleppt; die reichsweit geplante Aktion wurde in der Endphase des Krieges abgebrochen, und fast alle der Deportierten kehrten zurück.
Die Historikerin Beate Meyer kommt zusammenfassend zum Urteil, dass die Mischehe in der Zeit des Nationalsozialismus „keine sichere Überlebensgarantie“ bot. Die Mischehe verschaffte jedoch dem Großteil dieser Gruppe den notwendigen Zeitaufschub zum Überleben. Wenn der Krieg noch länger gedauert hätte, so hätten die Machthaber „zweifelsohne auch diese letzten verbliebenen Juden in ihr Mordprogramm einbezogen“.

### Eheschließung von „Halb-“ und „Vierteljuden“
In der Ersten Verordnung zum Reichsbürgergesetz vom 14. November 1935 war definiert, wer als „jüdischer Mischling“ galt: Dies waren assimilierte „Halbjuden“, die keine näheren Bindungen zum Judentum hatten und oft im christlichen Glauben erzogen worden waren. Die Möglichkeiten einer Eheschließung für die als „jüdische Mischlinge“ Eingestuften wurden im § 3 der „Ersten Verordnung zum Blutschutzgesetz“ beschrieben. Danach bedurfte es eines Antrages, wenn die Heirat mit einem „Deutschblütigen“ beabsichtigt war. Bewertet werden sollten die körperliche Erscheinung, die charakterlichen Eigenschaften, die Familiengeschichte und die politische Zuverlässigkeit des „jüdischen Mischlings“. Die Gesuche wurden in der Regel abgelehnt; häufig wurden nur nachgewiesene „besondere Verdienste um die Bewegung“ (NSDAP) mit einer Ehegenehmigung belohnt. Ab 1940 wurden Antragsteller meist darauf hingewiesen, dass ihr Gesuch keine Aussicht auf Genehmigung habe. Seit 1942 wurde die Bearbeitung der Anträge „für die Dauer des Krieges“ gänzlich eingestellt.
Nur „jüdische Mischlinge zweiten Grades“ („Vierteljuden“), die keine weiteren Bindungen an das Judentum hatten, durften „Deutschblütige“ ehelichen. Sie wurden hier den „Deutschblütigen“ zugerechnet, daher war ihnen die Heirat mit „Halbjuden“ ohne besondere Genehmigung untersagt.
Mischlinge ersten Grades („Halbjuden“), denen durch ihre Heirat mit „Volljuden“ oder auch ihr religiöses Bekenntnis eine stärkere Hinwendung zum Judentum bescheinigt wurde, wurden im Verwaltungsgebrauch als „Geltungsjuden“ bezeichnet und eherechtlich wie „Volljuden“ behandelt. Ihnen war eine Ehe mit „Deutschblütigen“ und „jüdischen Mischlingen zweiten Grades“ („Vierteljuden“) untersagt.

## Mischehen in besetzten Ländern
Mischehen waren bis zum Zweiten Weltkrieg im Baltikum, in Polen und Rumänien selten, kamen in Ungarn und den Niederlanden häufiger vor und waren vergleichsweise am häufigsten in Italien und Dänemark. Eine Gesamtzahl der Mischehen ist für die europäischen Gebiete, die in der Zeit des Nationalsozialismus von Deutschland beherrscht wurden oder kollaborierten, nicht zu ermitteln; Raul Hilberg schätzt ihre Zahl auf über 100.000.
Auch in den mit Deutschland verbündeten Ländern wurden Mischehen nicht per Gesetz aufgelöst. Jüdische Ehepartner in Mischehen waren auch dort nicht allen diskriminierenden Maßnahmen unterworfen, die andere Juden erdulden mussten. In den besetzten westlichen Gebieten blieb der jüdische Partner jedoch nicht grundsätzlich vor Deportation und oft anschließender Tötung verschont.
In den Niederlanden sollten nach Plänen des Befehlshaber der Sicherheitspolizei, Wilhelm Harster, die Ehepartner kinderloser Mischehen und diejenigen Mischehen, in denen der Ehemann jüdisch war, in Lager eingewiesen werden. Für andere sollte eine Zwangssterilisierung erfolgen. Nach Intervention der protestantischen Kirchen legte Seyß-Inquart am 30. Oktober 1943 fest, dass die jüdischen Partner aus Mischehen „einstweilig“ außerhalb von Lagern in den Niederlanden verbleiben dürften. Auch in Belgien blieben die jüdischen Ehepartner einer Mischehe verschont.
Im besetzten Teil der Sowjetunion wurden nicht nur Voll- und Halbjuden sowie Vierteljuden als Mitglieder jüdischer Kultusgemeinden in Ghettos eingewiesen, sondern zunächst auch der „arische“ Teil von Mischehen, wenn diese sich nicht trennen wollten. Ein Erlass vom 1. November 1941 stellte mehr als ein Dutzend Regeln dar, wie Juden als Teil einer Mischehe einzustufen seien: Die Bedingungen für eine Besserstellung waren erheblich schärfer als die für deutsche Juden.

## Wiedergutmachung
Eine erste Regelung für Menschen, die aufgrund ihrer Verfolgungssituation an der formalen Eheschließung gehindert worden waren, traf das Land Bayern mit dem „Gesetz Nr. 95 über die Anerkennung freier Ehen rassisch und politisch Verfolgter“ vom 31. Dezember 1947, veröffentlicht im Bayerischen Gesetz- und Verordnungsblatt vom 4. Februar 1948, in Kraft getreten zum 1. Januar 1948.
Am 23. Juni 1950 wurde in der damaligen Bundesrepublik Deutschland das „Gesetz über die Anerkennung freier Ehen rassisch und politisch Verfolgter“ nahezu wortgleich mit der bayerischen Fassung von 1947 für politisch Verfolgte erlassen, denen aufgrund nationalsozialistischer Gesetze die Eheschließung verweigert worden war. Auch wenn einer der Partner inzwischen verstorben war, konnte eine vom nationalsozialistischen Staat versagte Eheschließung rückwirkend als rechtsgültig geschlossen erklärt werden. Bis 1963 wurden 1823 entsprechende Anträge gestellt, von denen 1255 bewilligt wurden.
Gleichartige oder ähnliche Gesetze sind in der SBZ bzw. der DDR nicht erlassen worden.
In Österreich war die Rechtslage ähnlich wie in der damaligen Bundesrepublik Deutschland: Durch das Bundesgesetz über die Anerkennung des Zustandekommens von Ehen rassisch oder politisch verfolgter Verlobter war die Rechtsgültigkeit einer ab 1938 nicht möglichen Eheschließung rückwirkend anzuerkennen. Ähnliche Regeln gab es für Ehen, die am Ende des Weltkrieges vor Funktionsträgern anerkannter Kirchen oder vor Funktionären der Besatzungsmächte, nicht aber vor Standesämtern, geschlossen worden waren.
In „privilegierter Mischehe“ Überlebende wurden in den Besatzungszonen nicht oder nur spät als NS-Opfer anerkannt; sie blieben oft von Soforthilfemaßnahmen und Unterstützungsleistungen und tendenziell auch von Entschädigungsleistungen nach 1951 ausgeschlossen.